# Димитрис Аврамопулос
Димитрис Аврамопулос (на гръцки: Δημήτρης Αβραμόπουλος) е гръцки дипломат и политик, министър на отбраната на Гърция.

## Биография
Аврамопулос е роден на 6 юни 1953 година в Атина, но семейството му произхожда от Аркадия. Завършва право в Атинския университет през 1978 г. след което отслужва военната служба във военновъздушни войски.
През 1980 г. постъпва в Министерството на външните работи на Гърция. Като кариерен дипломат служи като консул в Лиеж, Белгия през 1983-1988, съветник на Константинос Мицотакис през 1989-1991, постоянен представител в ОССЕ във Виена през 1991-1992 и генерален консул в Женева, Швейцария през 1992 г.
През 1993 г. Аврамопулос влиза в политиката и е избран за депутат от дясната партия Нова демокрация. От 1995 до 2002 г. е кмет на Атина. През 2001 в противовес на традиционните партийни лидери Константинос Мицотакис и Костас Караманлис той основава собствена партия „Движение на свободните граждани“, но скоро нейната популярност спада. През юни 2002 г. Аврамопулос я разпуска и впоследствие се завръща в Нова демокрация.
През 2004 г. отново е избран за депутат и влиза в правителството на Костас Караманлис последователно като министър на туризма (2004-2006) и на здравеопазването (2006-2009). След загубата на изборите през 2009 г. той остава в парламента, а през 2010 година е избран за заместник-председател на Нова демокрация.
От 11 ноември 2011 до 17 май 2012 г. Аврамопулос е министър на отбраната в експертно-коалиционното правителство на Лукас Пападимос. От юни 2012 той е министър на външните работи на Гърция в първото коалиционно правителството на Андонис Самарас, а след реконструкцията кабинета от 25 юни 2013 г. той отново е министър на отбраната на Гърция.
От 1 ноември 2014 г. официално заема поста на комисар по въпросите на миграцията, вътрешните работи и гражданството в комисията Юнкер.